# ネットオウル
ネットオウル株式会社（英語: Netowl, Inc.）は、京都府京都市中京区に本社を置き、インターネット関連サービスを提供する日本の企業である。
ICANN公認レジストラ、JPRS指定事業者、JPRSユーザー会会員。

## 概要
レンタルサーバーやドメイン名登録・管理などインターネット関連のサービスを提供し、管理するドメイン数は、2015年1月に世界で93位、国内レジストラ#日本のICANN公認レジストラICANN公認レジストラ15社中ではGMOインターネット株式会社に次いで2位、2020年3月で60万件超である。
ドメイン名登録時にレジストラをNetowl、eNom、KeySystemsの3つから選択できるが、海外レジストラのeNom、KeySystemsは割高である。

## 沿革
- 2009年3月24日 - 設立[1]
- 2009年7月5日 - ドメイン取得サービス「スタードメイン」の提供を開始[10]
- 2009年7月5日 - 個人向けレンタルサーバー「ミニバード」の提供を開始[11]
- 2009年10月6日 - レンタルサーバー「ファイアバード」の提供を開始[12]
- 2009年12月12日 - 無制限レンタルサーバー「クローバー」の提供を開始[13]
- 2010年7月23日 - SSLサービス「SSLボックス」の提供を開始[14]
- 2010年10月1日 - ドメイン契約者限定のサーバー機能の提供を開始[15]
- 2011年2月25日 - 資本金を3,000万円増資する[16]
- 2011年5月16日 - 本社を移転[17]
- 2011年5月17日 - ICANNの公認レジストラに認定[2][3][4]
- 2011年9月16日 - ドメイン契約者限定のサーバー機能を強化したPHP & MySQLが利用可能な「スターサーバープラス」の提供を開始[18]
- 2012年1月17日 - 無料でホームページスペースが利用できるレンタルサーバー「ウェブクロウ」の提供を開始[19]
- 2012年10月17日 - 無料アクセス解析サービス「ネットオウルアクセス解析」の提供を開始[20]
- 2012年10月17日 - PHPアプリケーションが無料で利用可能なクラウドサービス「PHP APPS」の提供を開始[21]
- 2012年10月23日 - SSL対応の無料メールフォーム『ネットオウルメールフォーム』の提供を開始[22]
- 2013年1月17日 - エックスサーバー株式会社の関連会社になる[23][24]
- 2013年9月30日 - 無料サーバー機能「スターサーバープラス」の新規受付を終了[25]
- 2013年10月29日 - 無料で利用可能なiPhone／Android対応チャットアプリ「imgトーク」の提供を開始[26][27]
- 2015年2月19日 - 海外レジストリの値上げや円安の影響で一部のドメインを値上げ[28][29]
- 2015年3月23日 - 無料でネットショップを作ることが可能なサービス「ShopStar」の提供を開始[30][31]
- 2016年6月30日 - 「imgトーク」「ShopStar」のサービス提供及びサポートを終了[32][33]
- 2017年8月7日 - ホスティングサービス｢スターサーバー｣の提供を開始[34]

## サービス

### レンタルサーバー
- StarServer（スターサーバー）
- SterServerFree（スターサーバーフリー）

スターサーバープラスと同様に無料で使用できる。広告なしの「フリー」、容量が2倍の4ギガバイト (GB) になった「フリー 容量増加」、PHPとMySQLが使用可能になった「フリー PHP+MySQL」が存在する。以前は「フリー」「フリー PHP+MySQL」は1GB、「フリー 容量増加」は2GBまでであったが、現在はそれぞれ2GB、4GBに増えている。

### ドメイン・SSL証明書
- StarDomain（スタードメイン）
- SSL BOX（SSLボックス）